# Mallodeta deyrollei
Mallodeta deyrollei är en fjärilsart som beskrevs av Herrich-Schäffer 1854. Mallodeta deyrollei ingår i släktet Mallodeta och familjen björnspinnare. Inga underarter finns listade i Catalogue of Life.